# Olympische Sommerspiele 2020/Triathlon
Bei den Olympischen Spielen 2020 in Tokio wurden vom 26. bis zum 31. Juli 2021 insgesamt drei Wettbewerbe im Triathlon ausgetragen. Neben den beiden Einzelwettbewerben für Männer und Frauen wurde eine Mixed-Staffel neu in das Programm aufgenommen.

## Zeitplan
| Zeitplan Triathlon | Zeitplan Triathlon | Zeitplan Triathlon | Zeitplan Triathlon | Zeitplan Triathlon | Zeitplan Triathlon | Zeitplan Triathlon |
| Wettbewerbe        | Juli 2021          | Juli 2021          | Juli 2021          | Juli 2021          | Juli 2021          | Juli 2021          |
| Frauen             | 26.                | 27.                | 28.                | 29.                | 30.                | 31.                |
| ------------------ | ------------------ | ------------------ | ------------------ | ------------------ | ------------------ | ------------------ |
| Einzel             |                    |                    |                    |                    |                    |                    |
| Männer             | 26.                | 27.                | 28.                | 29.                | 30.                | 31.                |
| Einzel             |                    |                    |                    |                    |                    |                    |
| Mixed              | 26.                | 27.                | 28.                | 29.                | 30.                | 31.                |
| Staffel            |                    |                    |                    |                    |                    |                    |

|  | Medaillenentscheidung |

## Bilanz

### Medaillenspiegel
| Platz  | Land               | Gold | Silber | Bronze | Gesamt |
| ------ | ------------------ | ---- | ------ | ------ | ------ |
| 1      | Großbritannien     | 1    | 2      | –      | 3      |
| 2      | Bermuda            | 1    | –      | –      | 1      |
| 2      | Norwegen           | 1    | –      | –      | 1      |
| 4      | Vereinigte Staaten | –    | 1      | 1      | 2      |
| 5      | Frankreich         | –    | –      | 1      | 1      |
| 5      | Neuseeland         | –    | –      | 1      | 1      |
| Gesamt | Gesamt             | 3    | 3      | 3      | 9      |

### Medaillengewinner
| Disziplin     | Gold                                                                            | Silber                                                                     | Bronze                                                                   |
| ------------- | ------------------------------------------------------------------------------- | -------------------------------------------------------------------------- | ------------------------------------------------------------------------ |
| Einzel Männer | Kristian Blummenfelt (NOR)                                                      | Alex Yee (GBR)                                                             | Hayden Wilde (NZL)                                                       |
| Einzel Frauen | Flora Duffy (BER)                                                               | Georgia Taylor-Brown (GBR)                                                 | Katie Zaferes (USA)                                                      |
| Staffel Mixed | GroßbritannienJessica Learmonth Jonathan Brownlee Georgia Taylor-Brown Alex Yee | Vereinigte StaatenKatie Zaferes Taylor Knibb Kevin McDowell Morgan Pearson | FrankreichLéonie Périault Dorian Coninx Cassandre Beaugrand Vincent Luis |

## Ergebnisse

### Männer
| Platz | Land | Athlet               | Zeit (h) |
| ----- | ---- | -------------------- | -------- |
| 1     | NOR  | Kristian Blummenfelt | 1:45:04  |
| 2     | GBR  | Alex Yee             | 1:45:15  |
| 3     | NZL  | Hayden Wilde         | 1:45:24  |
| 4     | BEL  | Marten Van Riel      | 1:45:52  |
| 5     | GBR  | Jonathan Brownlee    | 1:45:53  |
| 6     | USA  | Kevin McDowell       | 1:45:54  |
| 7     | HUN  | Bence Bicsák         | 1:45:56  |
| 8     | NOR  | Gustav Iden          | 1:46:00  |

### Frauen
| Platz | Land | Athletin             | Zeit (h) |
| ----- | ---- | -------------------- | -------- |
| 1     | BER  | Flora Duffy          | 1:55:36  |
| 2     | GBR  | Georgia Taylor-Brown | 1:56:50  |
| 3     | USA  | Katie Zaferes        | 1:57:03  |
| 4     | NED  | Rachel Klamer        | 1:57:48  |
| 5     | FRA  | Léonie Périault      | 1:57:49  |
| 6     | SUI  | Nicola Spirig        | 1:58:05  |
| 7     | ITA  | Alice Betto          | 1:58:22  |
| 8     | GER  | Laura Lindemann      | 1:58:24  |

### Mixed-Staffel
| Platz | Land           | Athleten                                                          | Zeit (h) |
| ----- | -------------- | ----------------------------------------------------------------- | -------- |
| 1     | Großbritannien | Jessica Learmonth Jonathan Brownlee Georgia Taylor-Brown Alex Yee | 1:23:41  |
| 2     | USA            | Katie Zaferes Kevin McDowell Taylor Knibb Morgan Pearson          | 1:23:55  |
| 3     | Frankreich     | Léonie Périault Dorian Coninx Cassandre Beaugrand Vincent Luis    | 1:24:04  |
| 4     | Niederlande    | Maya Kingma Marco van der Stel Rachel Klamer Jorik van Egdom      | 1:24:34  |
| 5     | Belgien        | Claire Michel Marten van Riel Valerie Barthelemy Jelle Geens      | 1:24:36  |
| 6     | Deutschland    | Laura Lindemann Jonas Schomburg Anabel Knoll Justus Nieschlag     | 1:24:40  |
| 7     | Schweiz        | Jolanda Annen Andrea Salvisberg Nicola Spirig Max Studer          | 1:25:27  |
| 8     | Italien        | Verena Steinhauser Gianluca Pozzatti Alice Betto Delian Stateff   | 1:26:23  |

## Qualifikation
Die Qualifikation begann am 11. Mai 2018 und endete 2020 am selben Datum. Folgende Nationen konnten sich qualifizieren:
| Nation             | Männer Einzel | Frauen Einzel | Mixed-Staffel | Gesamt   | Gesamt       |
| Nation             | Männer Einzel | Frauen Einzel | Mixed-Staffel | Athleten | Quotenplätze |
| ------------------ | ------------- | ------------- | ------------- | -------- | ------------ |
| Ägypten            |               | 1             |               | 1        | 1            |
| Argentinien        |               | 1             |               | 1        | 1            |
| Aserbaidschan      | 1             |               |               | 1        | 1            |
| Australien         | 3             | 3             | X             | 6        | 7            |
| Belgien            | 2             | 2             | X             | 4        | 5            |
| Bermuda            |               | 1             |               | 1        | 1            |
| Brasilien          | 1             | 2             |               | 3        | 3            |
| Chile              | 1             | 1             |               | 2        | 2            |
| China              |               | 1             |               | 1        | 1            |
| Deutschland        | 2             | 2             | X             | 4        | 5            |
| Ecuador            |               | 1             |               | 1        | 1            |
| Estland            |               | 1             |               | 1        | 1            |
| Frankreich         | 3             | 2             | X             | 5        | 6            |
| Großbritannien     | 2             | 3             | X             | 5        | 6            |
| Hongkong           | 1             |               |               | 1        | 1            |
| Irland             | 1             | 1             |               | 2        | 2            |
| Israel             | 2             |               |               | 2        | 2            |
| Italien            | 2             | 3             | X             | 5        | 6            |
| Japan              | 2             | 2             | X             | 4        | 5            |
| Kanada             | 2             | 2             | X             | 4        | 5            |
| Luxemburg          | 1             |               |               | 1        | 1            |
| Marokko            | 1             |               |               | 1        | 1            |
| Mexiko             | 2             | 2             | X             | 4        | 5            |
| Neuseeland         | 2             | 2             | X             | 4        | 5            |
| Niederlande        | 2             | 2             | X             | 4        | 5            |
| Norwegen           | 3             | 1             |               | 4        | 4            |
| Österreich         | 2             | 2             | X             | 4        | 5            |
| Portugal           | 2             | 1             |               | 3        | 3            |
| ROC                | 2             | 2             |               | 4        | 4            |
| Rumänien           | 1             |               |               | 1        | 1            |
| Schweiz            | 2             | 2             | X             | 4        | 5            |
| Spanien            | 3             | 2             | X             | 5        | 6            |
| Südafrika          | 2             | 2             | X             | 4        | 5            |
| Syrien             | 1             |               |               | 1        | 1            |
| Tschechien         |               | 2             |               | 2        | 2            |
| Ukraine            |               | 1             |               | 1        | 1            |
| Ungarn             | 2             | 2             | X             | 4        | 5            |
| Vereinigte Staaten | 2             | 3             | X             | 5        | 6            |
| Gesamt: 38 NOKs    | 55            | 55            | 17            | 110      | 127          |